# .aw
.aw is het topleveldomein van Aruba. Het werd geïntroduceerd in 1996. Het domein wordt weinig gebruikt.
Het wordt beheerd en gesponsord door SETAR N.V. SETAR is een geprivatiseerd telecommunicatiebedrijf dat ook telefonie, internet en gsm-diensten levert.